# Carl Eller
Carl Lee Eller (Winston-Salem, Carolina del Norte, 25 de enero de 1942), más conocido como Carl Eller, es un exjugador profesional estadounidense de fútbol americano que se desempeñó en la posición de defensive end en la National Football League (NFL). Es miembro del Salón de la Fama del Fútbol Americano Profesional.

## Carrera
Eller jugó como profesional quince temporadas en Minnesota Vikings (1964-1978), después pasó a Seattle Seahawks, donde jugó una temporada (1979), y fue el equipo en el que se retiró.

## Reconocimiento
El 8 de agosto de 2004, ingresó como miembro al Salón de la Fama del Fútbol Americano Profesional.